# Lijst van personen overleden in juli 2020
Dit is een lijst van bekende personen die zijn overleden in juli 2020.

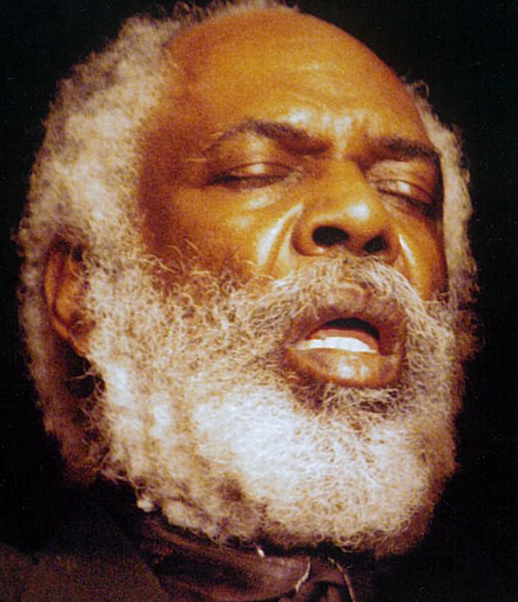
Cleveland Eaton
5 juli

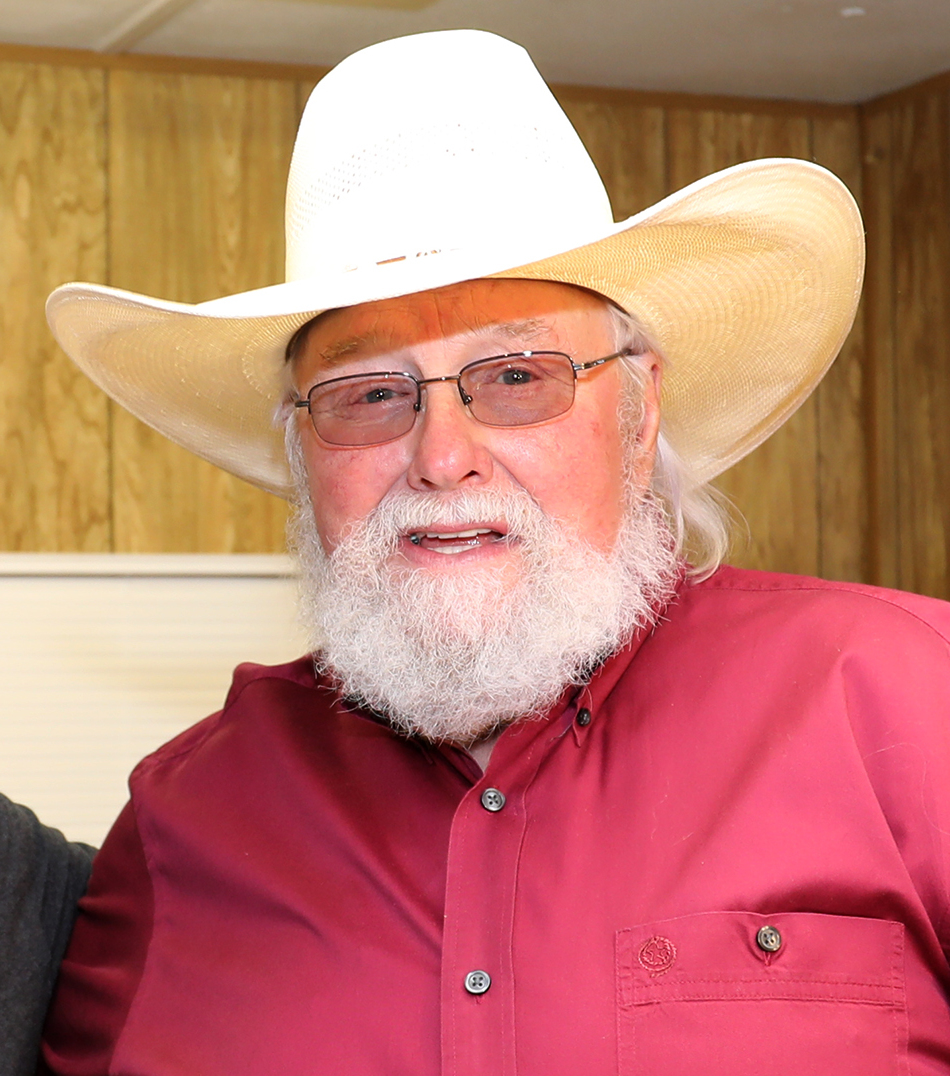
Charlie Daniels
6 juli

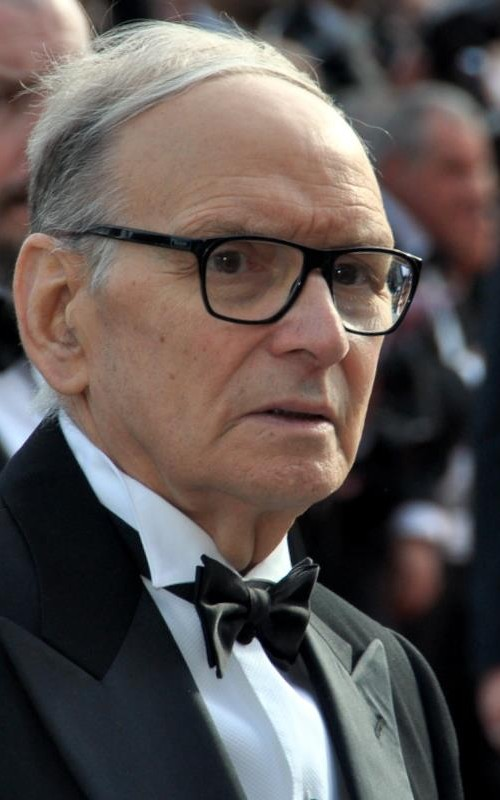
Ennio Morricone
6 juli

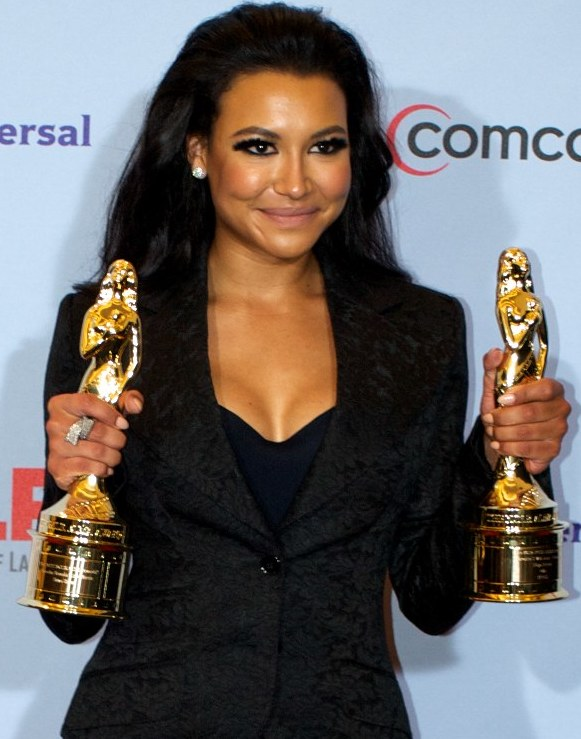
Naya Rivera
8 juli

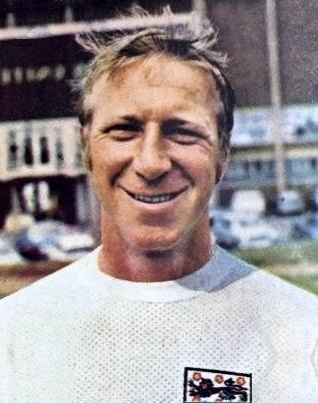
Jack Charlton
10 juli

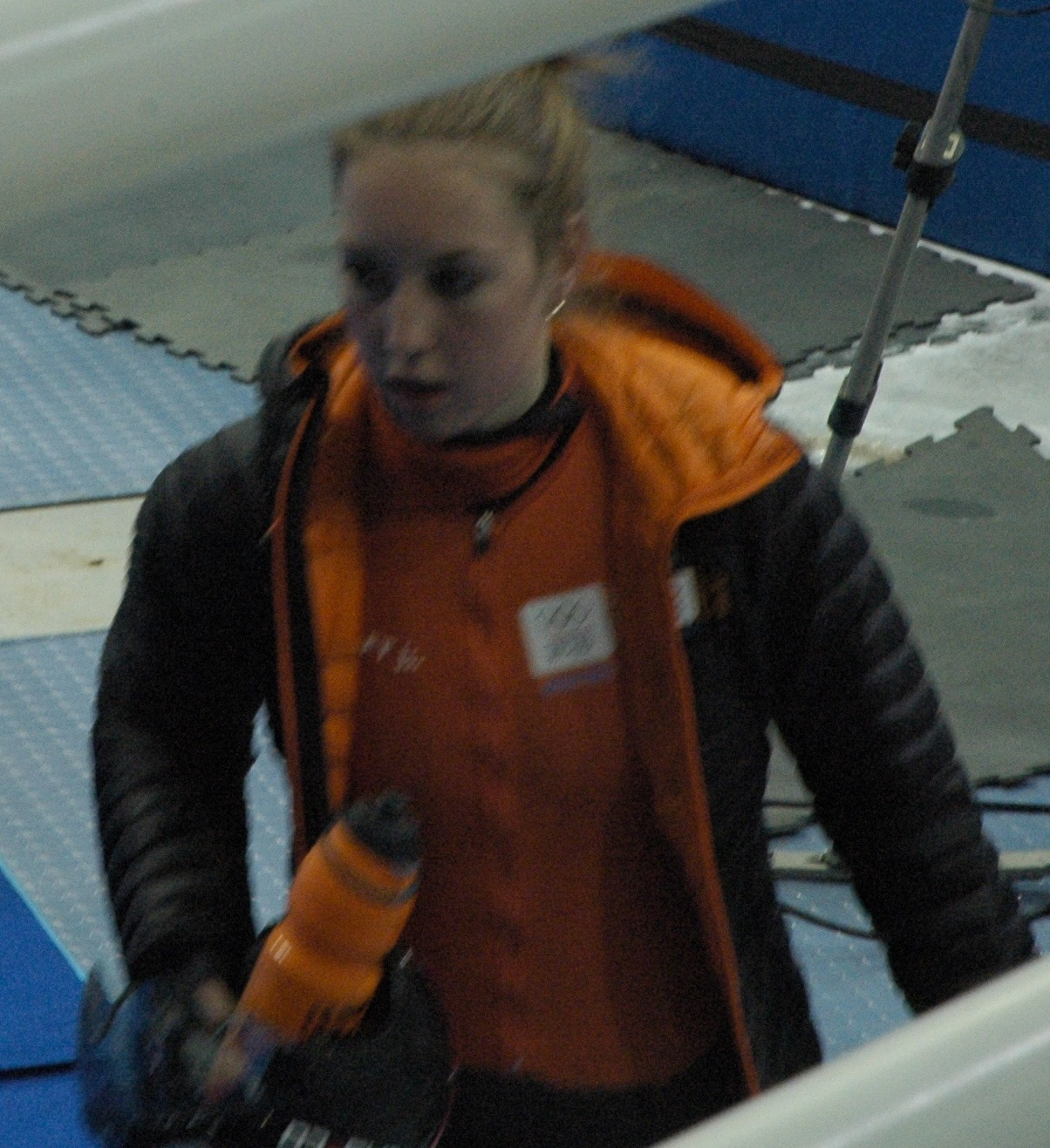
Lara van Ruijven
10 juli

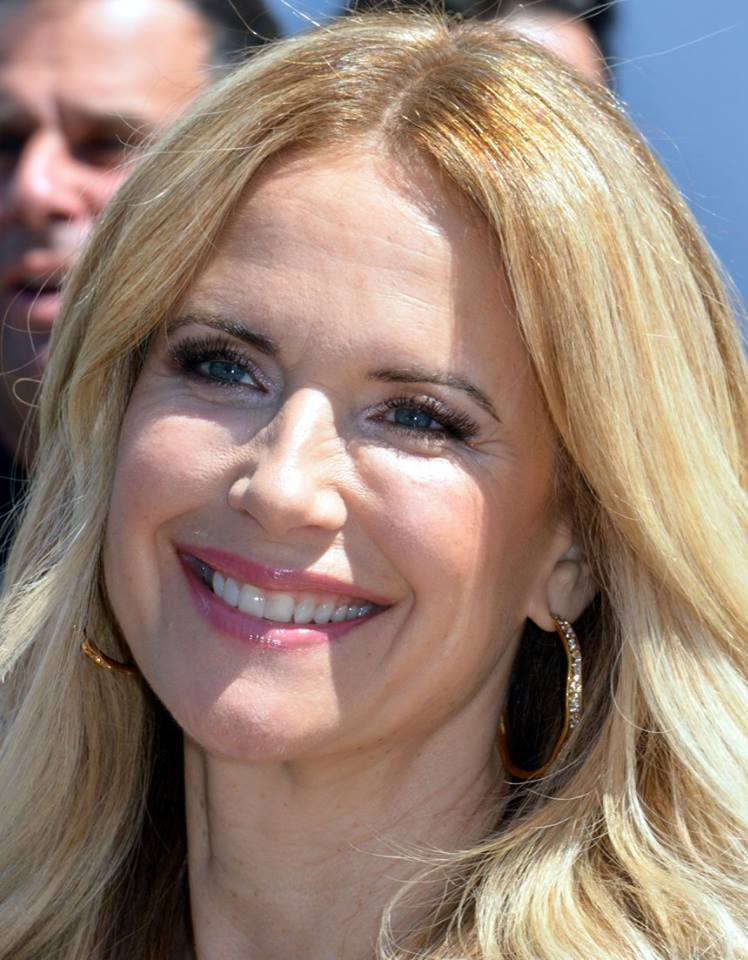
Kelly Preston
12 juli

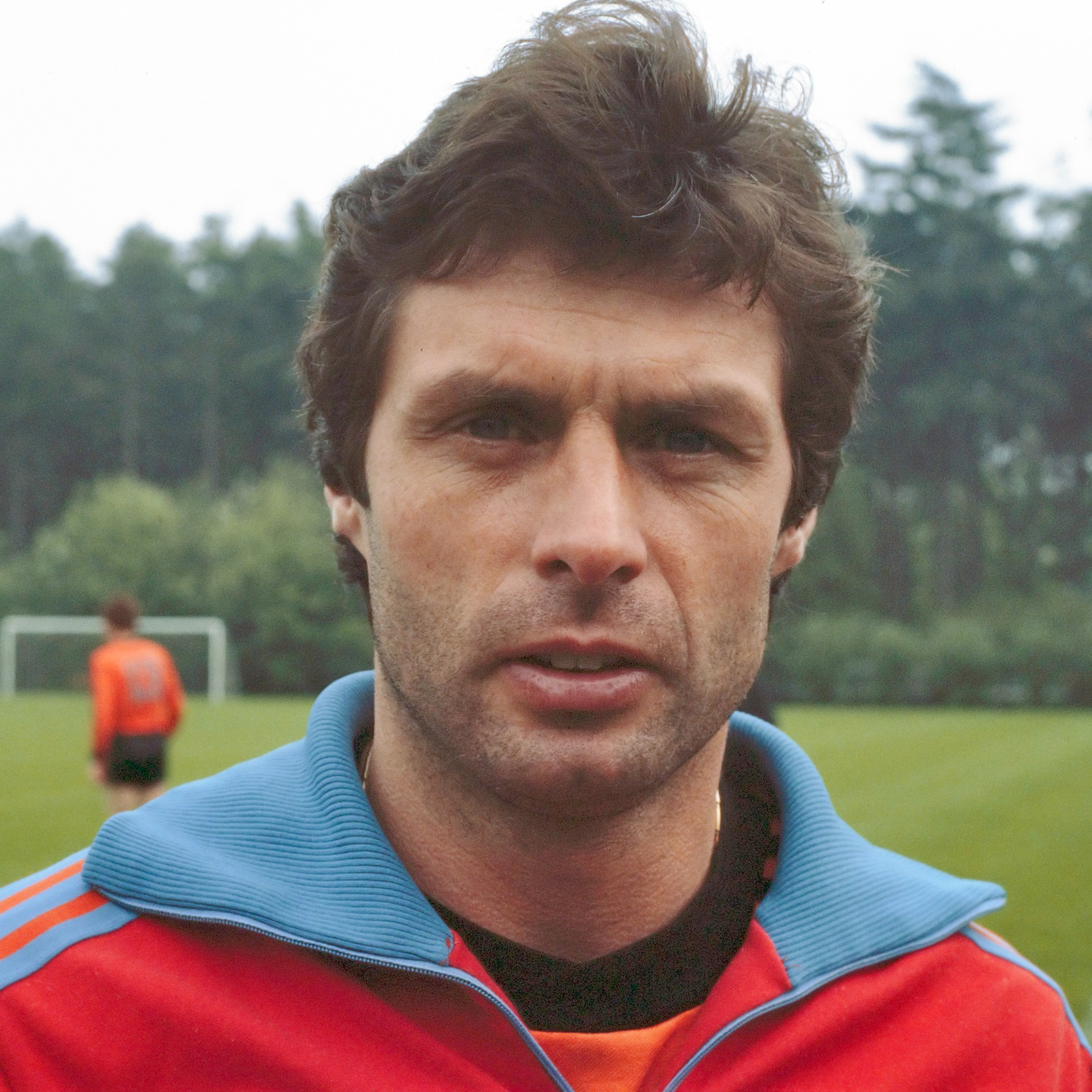
Wim Suurbier
12 juli

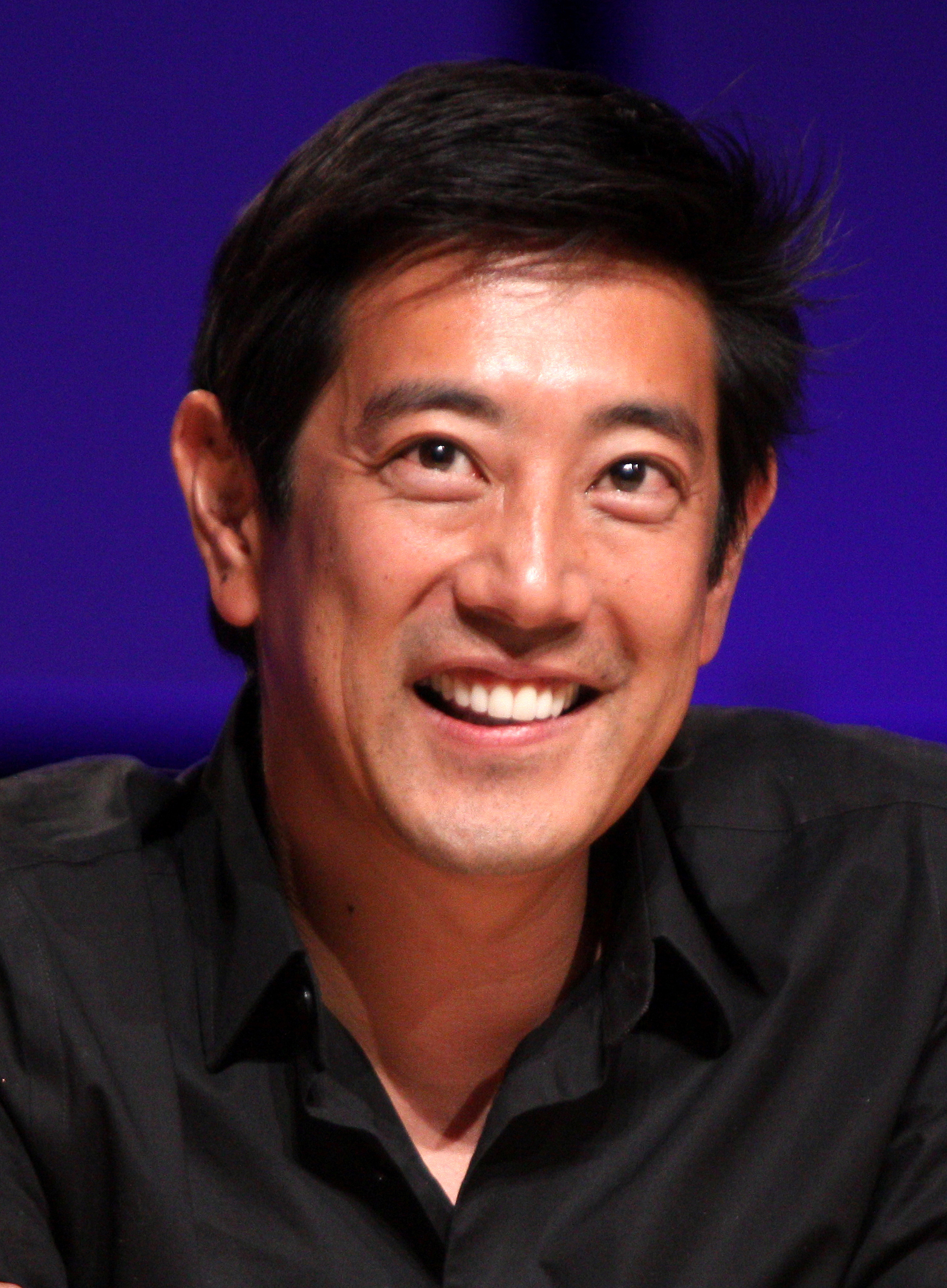
Grant Imahara
13 juli

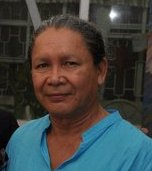
George Simon
15 juli

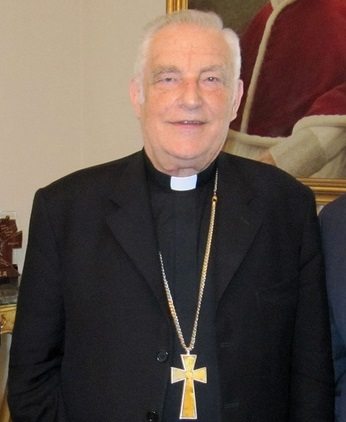
Zenon Grocholewski
17 juli

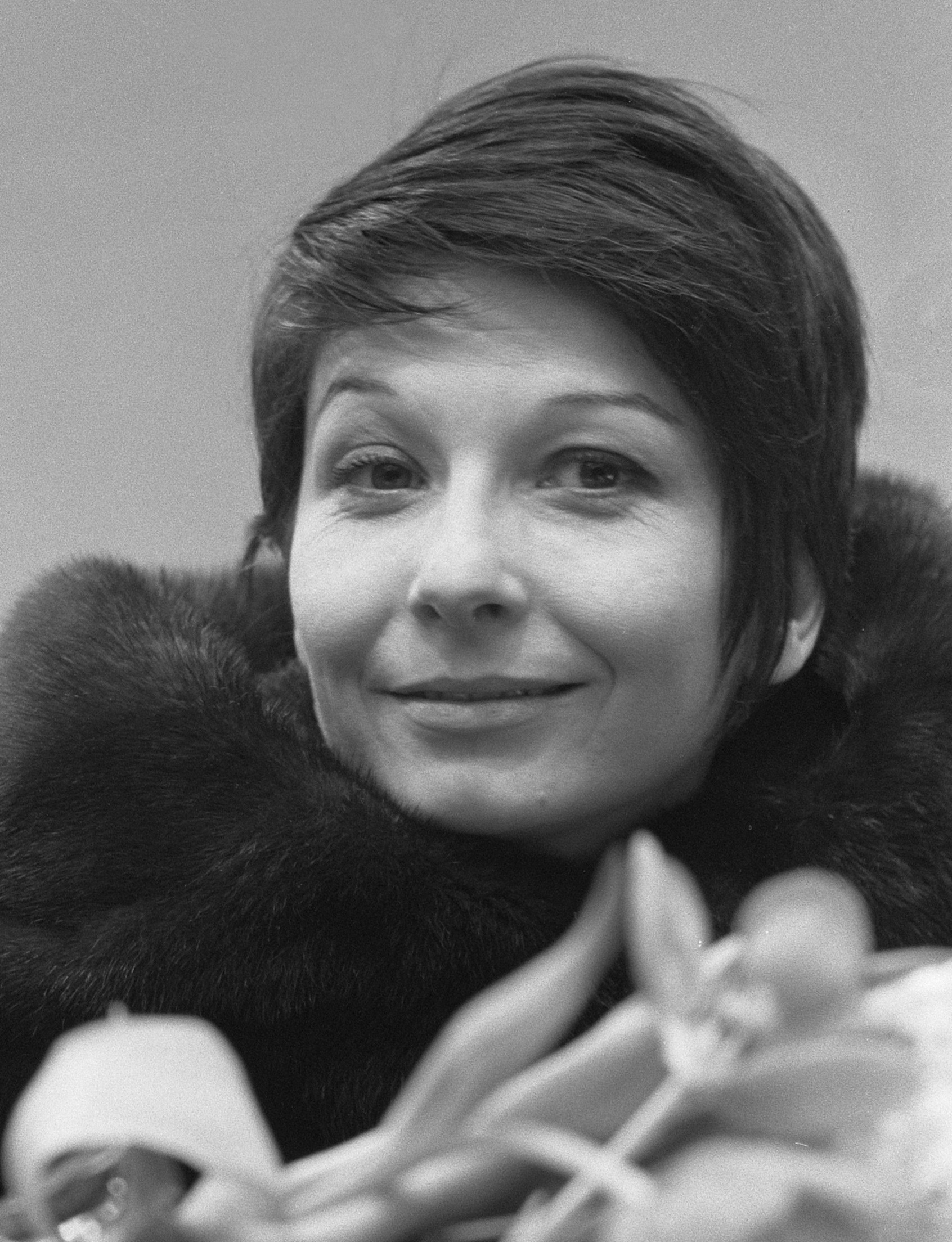
Zizi Jeanmaire
17 juli

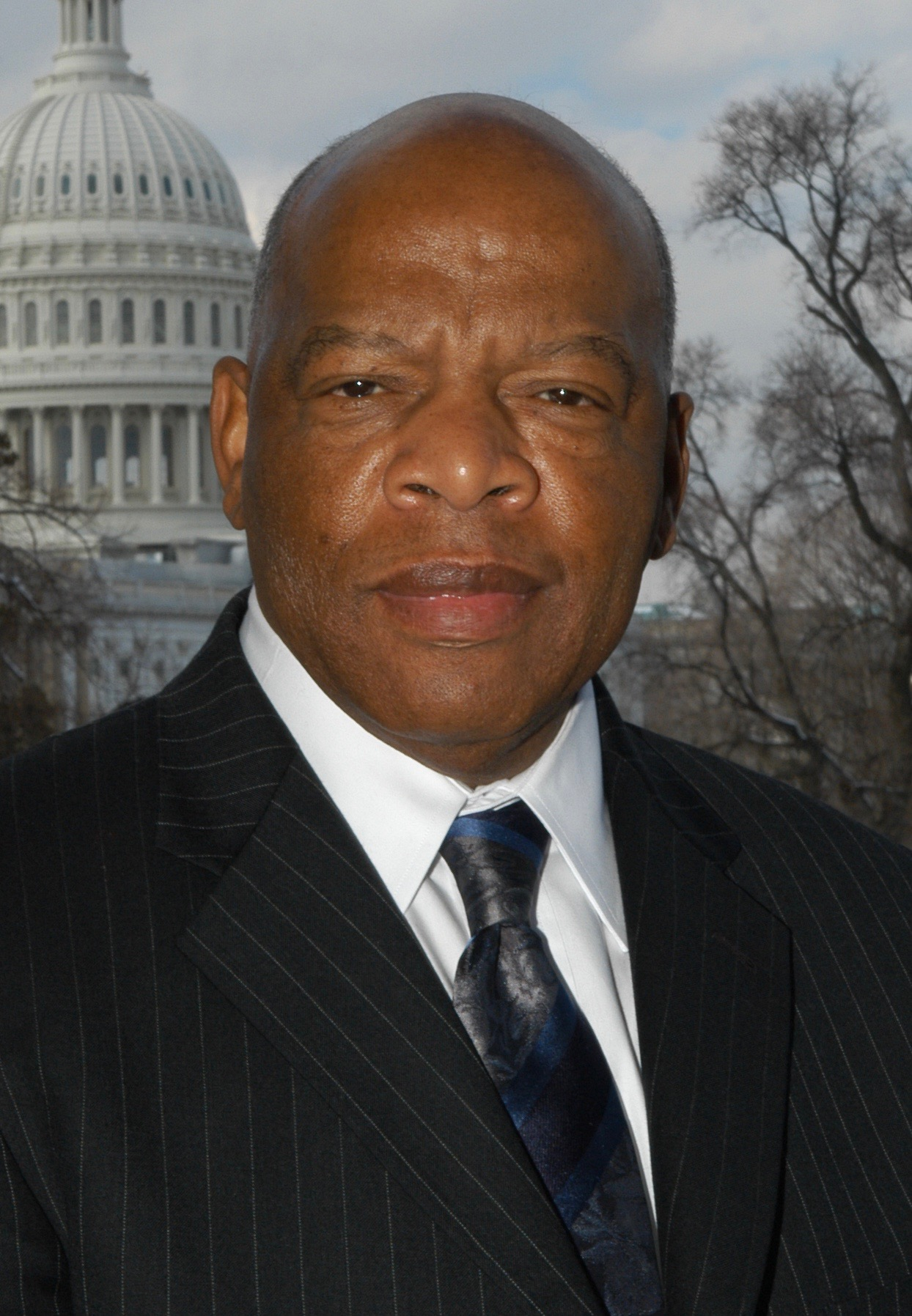
John Robert Lewis
17 juli

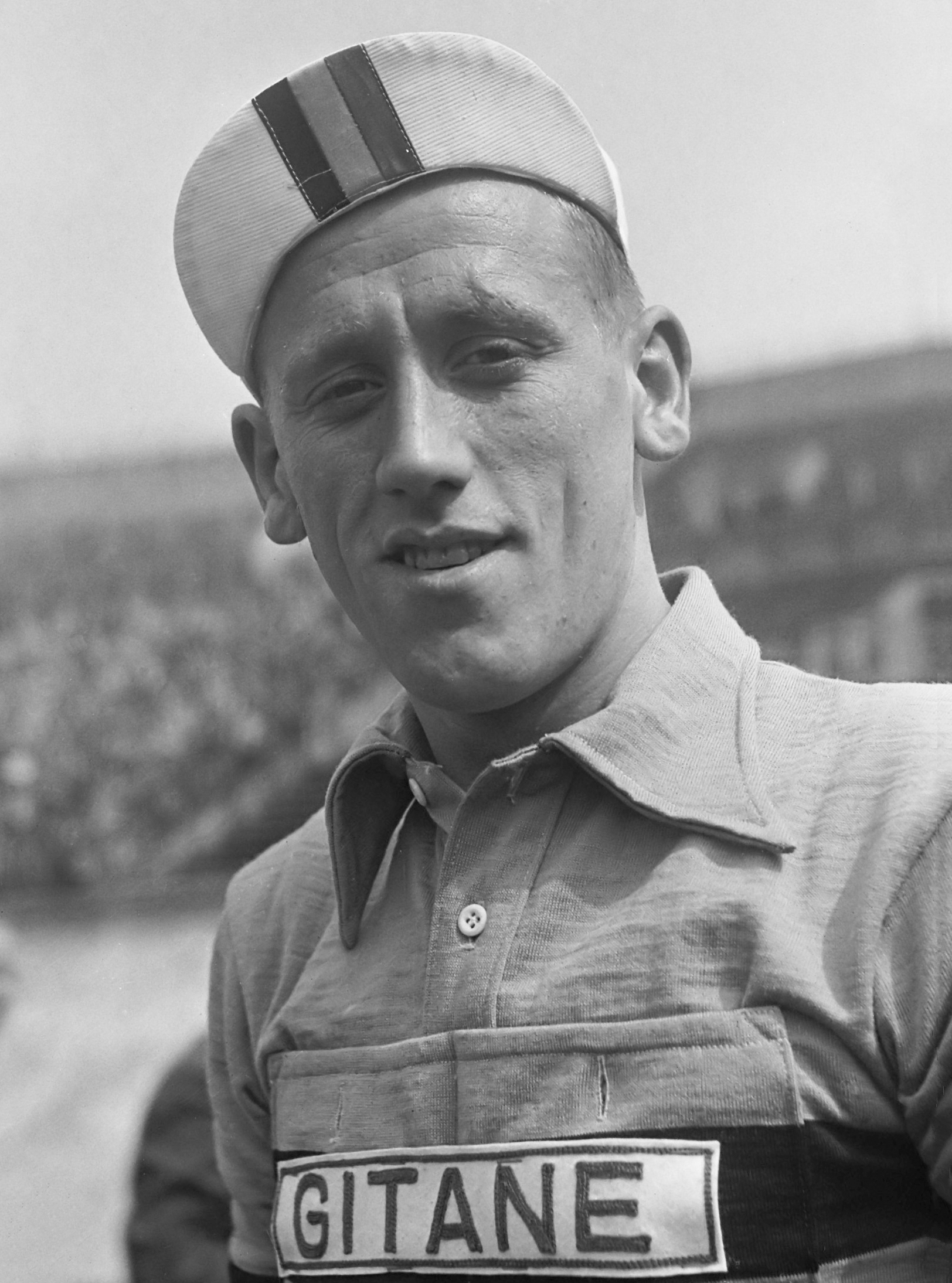
Jean Brankart
23 juli

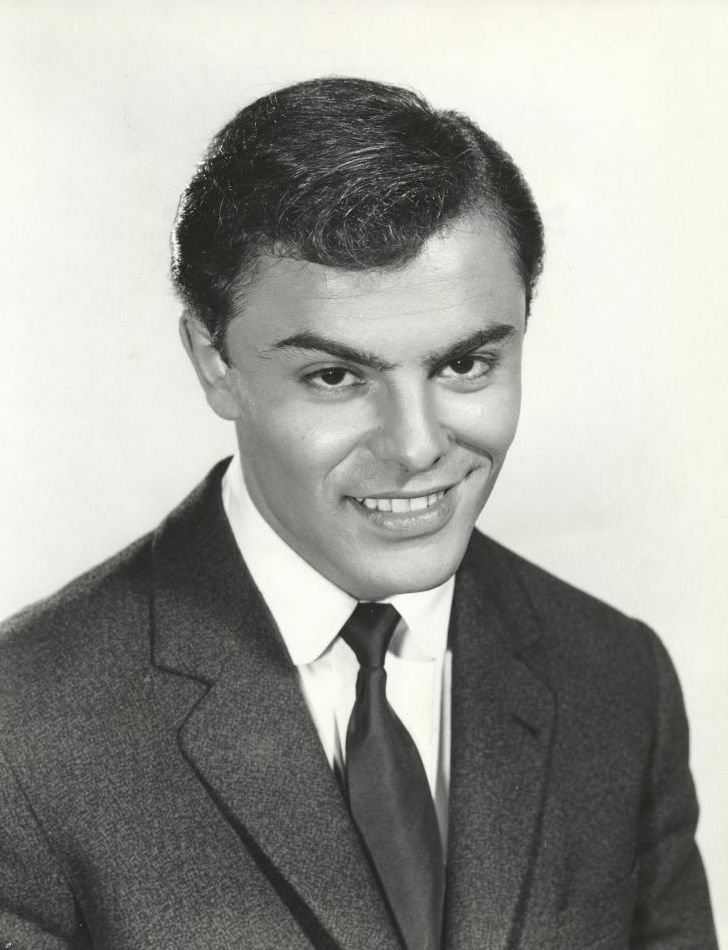
John Saxon
25 juli

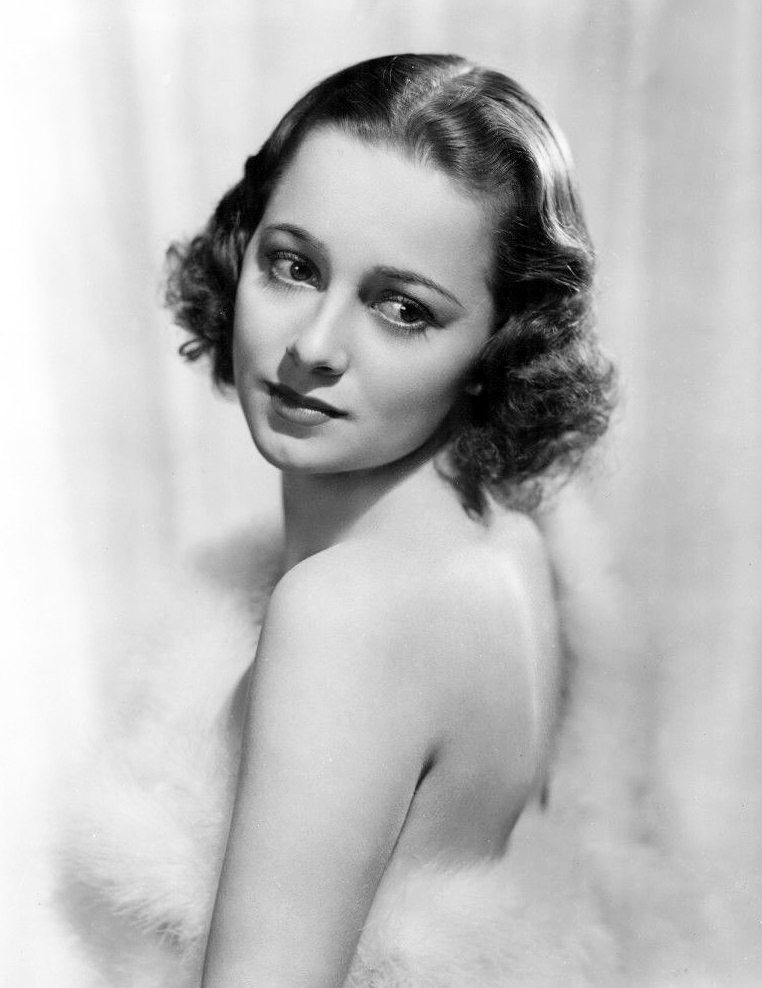
Olivia de Havilland
26 juli

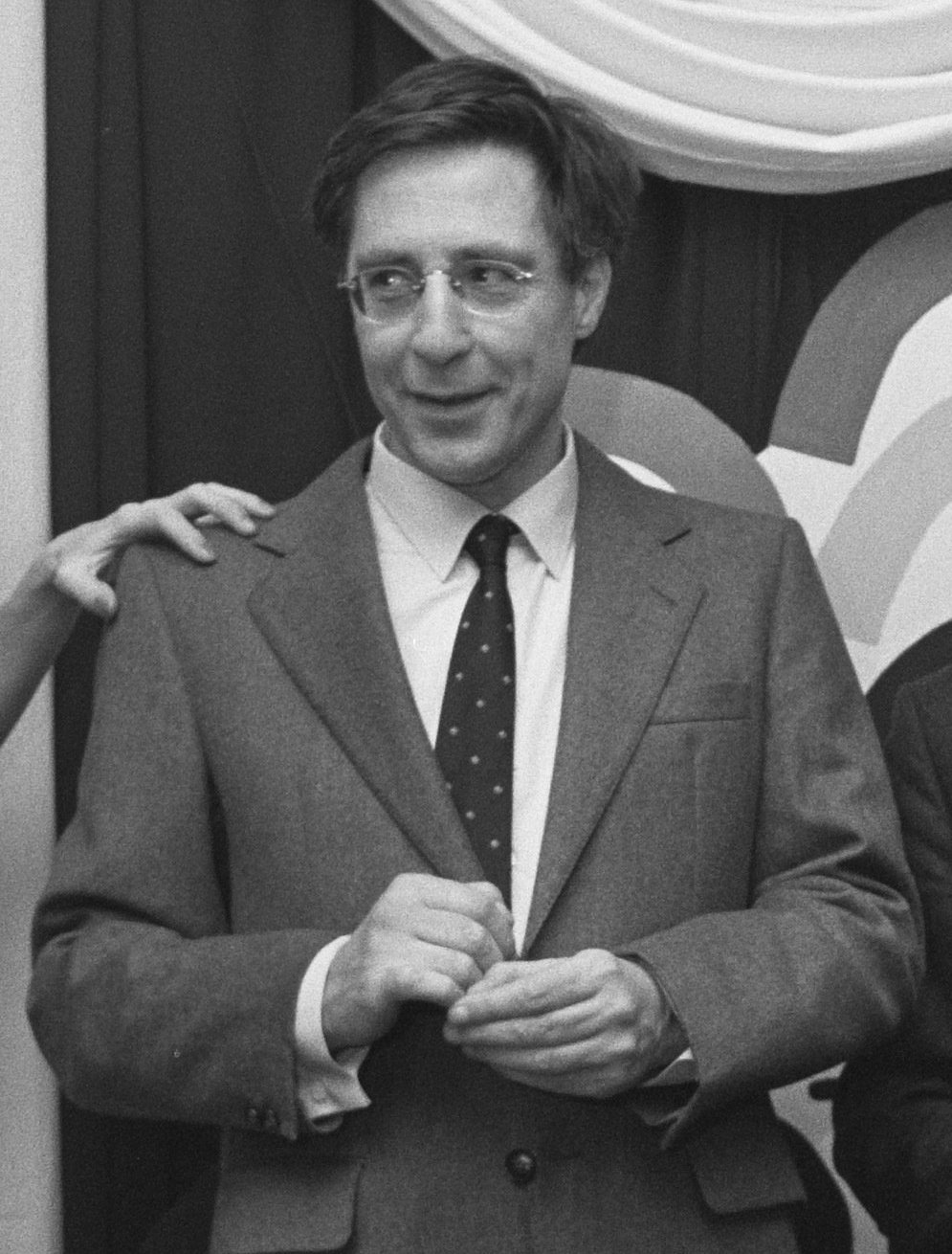
J.M.A. Biesheuvel
30 juli

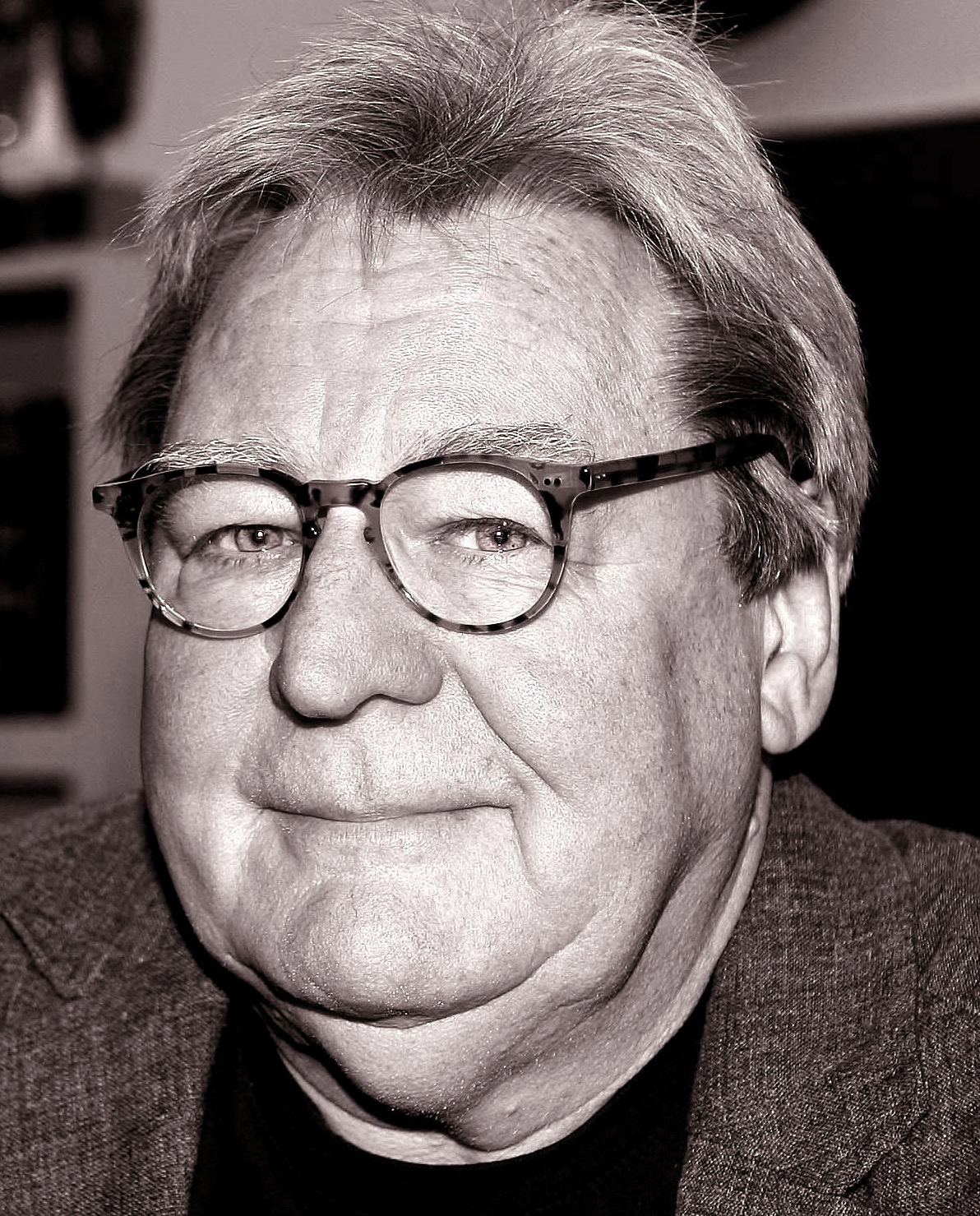
Alan Parker
31 juli

| 1 | 2 | 3 | 4 | 5 | 6 | 7 | 8 | 9 | 10 | 11 | 12 | 13 | 14 | 15 | 16 | 17 | 18 | 19 | 20 | 21 | 22 | 23 | 24 | 25 | 26 | 27 | 28 | 29 | 30 | 31 |
| - | - | - | - | - | - | - | - | - | -- | -- | -- | -- | -- | -- | -- | -- | -- | -- | -- | -- | -- | -- | -- | -- | -- | -- | -- | -- | -- | -- |

### 1 juli
- Hugh Downs (99), Amerikaans televisiepresentator[1]
- Heinrich Fink (85), Duits theoloog[2]
- Alex van Groningen (55), Nederlands ondernemer en opleider[3]
- Willem Olsthoorn (81), Nederlands ondernemer[4]
- Emmanuel Rakotovahiny (81), Malagassisch politicus[5]
- Georg Ratzinger (96), Duits priester en kerkmusicus[6]

### 2 juli
- Nikolaj Kapoestin (82), Russisch componist en pianist[7]
- Abraham Louis Schneiders (94), Nederlands letterkundige en diplomaat[8]
- Willem van Zwet (86), Nederlands statisticus[9]

### 3 juli
- Earl Cameron (102), Brits acteur[10]
- Lore Krainer (89), Oostenrijks zangeres, componiste en auteur[11]

### 4 juli
- Arsénio Rodrigues Jardim (Seninho) (71), Portugees voetballer[12]
- Arie van der Vlis (79), Nederlands militair[13]

### 5 juli
- Nick Cordero (41), Canadees acteur[14]
- Cleveland Eaton (80), Amerikaans jazzmuzikant[15]
- Willi Holdorf (80), Duits atleet[16]
- Volodymyr Trosjkin (72), Oekraïens voetballer en voetbaltrainer[17]

### 6 juli
- Charlie Daniels (83), Amerikaans countryzanger[18]
- Pavel Fiever (78), Duits acteur en regisseur[19]
- Ron Graham (84), Amerikaans wiskundige[20]
- Ennio Morricone (91), Italiaans componist[21]
- Joe Porcaro (90), Amerikaans jazzdrummer, -percussionist en drumleraar[22]
- Ernst Zacharias (96), Duits ontwerper van muziekinstrumenten[23]

### 7 juli
- Dannes Coronel (47), Ecuadoraans voetballer[24]
- Henry Krtschil (87), Duits componist en pianist[25]
- Henk Tennekes (69), Nederlands toxicoloog[26]

### 8 juli
- Odi Bouwmans (76), Nederlands burgemeester[27]
- Lambert Croux (93), Belgisch senator[28]
- Finn Christian Jagge (54), Noors alpineskiër[29]
- Alex Pullin (32), Australisch snowboarder[30]
- Naya Rivera (33), Amerikaans actrice[31]

### 9 juli
- Jean-François Garreaud (74), Frans acteur[32]
- Bennett Glotzer (86), Amerikaans muziekmanager[33]
- Park Won-soon (64), Zuid-Koreaans politicus[34]

### 10 juli
- Jack Charlton (85), Engels voetballer en voetbaltrainer[35]
- Miloš Jakeš (97), Tsjecho-Slowaaks politicus[36]
- Ghaida Kambash (46), Iraaks politica[37]
- Antonio Krastev (59), Bulgaars gewichtheffer[38]
- Lara van Ruijven (27), Nederlands shorttrackster[39]
- Olga Tass (91), Hongaars turnster[40]

### 11 juli
- Engel Reinhoudt (74), Nederlands troubadour en dialectschrijver[41]
- Gabriella Tucci (90), Italiaans sopraan[42]

### 12 juli
- Judy Dyble (71), Brits zangeres[43]
- Kelly Preston (57), Amerikaans actrice[44]
- Roger Simons (93), Belgisch radiojournalist[45]
- Wim Suurbier (75), Nederlands voetballer[46]
- Lajos Szűcs (76), Hongaars voetballer[47]

### 13 juli
- Chuck Hulse (93), Amerikaans autocoureur[48]
- Grant Imahara (49), Amerikaans presentator en elektrotechnicus[49]
- John Schaeffer (79), Nederlands-Australisch kunstverzamelaar en zakenman[50]

### 14 juli
- Adalet Ağaoğlu (90), Turks (toneel)schrijfster[51]
- J.J. Lionel (72), Belgisch muzikant[52]
- Arthur Rörsch (87), Nederlands hoogleraar moleculaire genetica[53]

### 15 juli
- Carlotta Barilli (84), Italiaans actrice[54]
- Paul Fusco (89), Amerikaans fotograaf en fotojournalist[55]
- Galyn Görg (55), Amerikaans actrice en danseres[56]
- Louw de Graaf (90), Nederlands politicus[57]
- Harry Kloppenburg (61), Nederlands ondernemer[58]
- Arnol Kox (67), Nederlands evangelist[59]
- Mies van Niekerk (70), Nederlands antropologe[60]
- Maurice Roëves (83), Brits acteur[61]
- George Simon (73), Guyaans beeldend kunstenaar en archeoloog[62]
- Toke Talagi (69), Niueaans politicus en bestuurder[63]

### 16 juli
- René Carmans (75), Belgisch voetballer[64]
- Elisabeth Ebeling (73), Duits actrice[65]
- Vladimir Oboechov (84), Russisch basketbalcoach[66]
- Jamie Oldaker (68), Amerikaans drummer en percussionist[67]
- Phyllis Somerville (76), Amerikaans actrice[68]
- Frits Tellegen (101), Nederlands stedenbouwkundige[69]

### 17 juli
- Jekaterina Aleksandrovskaja (20), Russisch-Australisch kunstschaatsster[70]
- Zenon Grocholewski (80), Pools kardinaal[71]
- Zizi Jeanmaire (96), Frans balletdanseres, zangeres en actrice[72]
- John Robert Lewis (80), Amerikaans mensenrechtenactivist en politicus[73]
- Silvio Marzolini (79), Argentijns voetballer[74]
- James Packer (93), Brits-Canadees theoloog[75]
- C.T. Vivian (95), Amerikaans auteur en burgerrechtenactivist[76]
- Marian Wieckowski (86), Pools wielrenner[77]
- Gerald Williams (85), Amerikaans dichter, essayist, vertaler en uitgever[78]

### 18 juli
- Elize Cawood (68), Zuid-Afrikaans actrice[79]
- Juan Marsé (87), Spaans romanschrijver, journalist en scenarioschrijver[80]
- Ali Mirzaei (91), Iraans gewichtheffer[81]
- Manuel Sobreviñas (96), Filipijns bisschop[82]

### 19 juli
- Sonia Darrin (96), Amerikaans actrice[83]
- Cor Fuhler (56), Nederlands componist, improvisator en musicus[84]
- Emitt Rhodes (70), Amerikaans zanger, songwriter, platenproducent en muzikant[85]
- Viktor Rjasjko (56), Oekraïens voetballer en voetbalmanager[86]
- Shukrullo (98), Oezbeeks dichter[87]
- Sultan Hashim Ahmad al-Tai (75), Iraaks generaal en politicus[88]
- Nikolai Tanajev (74), Kirgizisch politicus[89]

### 20 juli
- Victor Chizhikov (84), Russisch kinderboekenschrijver en illustrator[90]
- Doug Rogers (79), Canadees judoka[91]

### 21 juli
- Jos Bax (74), Nederlands voetballer[92]
- Andrew Mlangeni (95), Zuid-Afrikaans anti-apartheidsactivist[93]
- Annie Ross (89), Brits-Amerikaans jazzzangeres en actrice[94]
- Wouter Snijders (92), Nederlands jurist[95]
- Kansai Yamamoto (76), Japans modeontwerper[96]

### 22 juli
- Zacharias Chaliabalias (74), Grieks voetballer[97]
- Charles Dewachtere (92), Belgisch atleet[98]
- Aleksandr Goesev (73), Russisch ijshockeyer[99]
- Ralph Liguori (93), Amerikaans autocoureur[100]
- Paul Van Roy (88), Belgisch basketballer en journalist[101]
- Luzius Wildhaber (83), Zwitsers jurist[102]

### 23 juli
- Jean Brankart (90), Belgisch wielrenner[103]
- Betty van Garrel (81), Nederlands kunstjournaliste en schrijfster[104]
- Dirk Geukens (57), Belgisch motorcrosser[105]
- Ove König (70), Zweeds schaatser[106]

### 24 juli
- Betty van Garrel (81), Nederlands publiciste en kunstcriticus[107]
- Henk van Gelderen (98), Nederlands verzetsstrijder en ondernemer[108]
- Ben Jipcho (77), Keniaans atleet[109]
- Benjamin Mkapa (81), Tanzaniaans politicus[110]
- Regis Philbin (88), Amerikaans entertainer en televisiepresentator[111]
- Jan Verroken (103), Belgisch politicus[112]

### 25 juli
- Dolf van Asperen de Boer (85), Nederlands natuurkundige[113]
- Peter Green (73), Brits gitarist[114]
- Bernard Ładysz (98), Pools operazanger en acteur[115]
- John Saxon (83), Amerikaans acteur[116]

### 26 juli
- Alison Fiske (76), Brits actrice[117]
- Olivia de Havilland (104), Brits-Amerikaans actrice[118][119]
- Francisco Frutos (80), Spaans politicus[120]
- Dick Klaverdijk (73), Nederlands burgemeester[121]
- Guy Lutgen (84), Belgisch politicus[122]
- Hans-Jochen Vogel (94), Duits politicus[123]

### 27 juli
- Owen Arthur (70), Barbadiaans politicus[124]
- Mohammad Asad Malik (78), Pakistaans hockeyer[125]
- Denise Johnson (56), Brits zangeres[126]
- Miss Mercy (71), Amerikaans groupie en zangeres[127]

### 28 juli
- Junrey Balawing (27), Filipijns kleinste man van de wereld[128]
- Zou Diarra (60), Malinees muzikant[129]
- Gisèle Halimi (93), Frans-Tunesisch advocate en feministe[130]
- Martin Konings (91), Nederlands volksvertegenwoordiger[131]
- Marcel Plasman (95), Belgisch politicus[132]
- Reese Schonfeld (88), Amerikaans televisiejournalist en -manager[133]

### 29 juli
- Malik B. (47), Amerikaans rapper[134]
- Albin Chalandon (100), Frans minister[135]
- Wolfgang Glüxam (61), Oostenrijks organist[136]
- Kees Kievit (89), Nederlands zwemmer[137]

### 30 juli
- J.M.A. (Maarten) Biesheuvel (81), Nederlands schrijver[138]
- Herman Cain (74), Amerikaans ondernemer en presidentskandidaat[139]
- Jacqueline Scott (89), Amerikaans actrice[140]
- Nadine Tasseel (66), Belgisch fotografe[141]
- Lee Teng-hui (97), president van Taiwan[142]

### 31 juli
- Martin Barner (99), Duits wiskundige[143]
- Bill Mack (88), Amerikaans countryzanger, songwriter en radiopresentator[144]
- Alan Parker (76), Brits filmregisseur, scriptschrijver en filmproducent[145]
- Wim Scherpenhuijsen Rom (87), Nederlands bankier[146]
- Stephen Tataw (57), Kameroens voetballer[147]

### Datum onbekend
- Roger Vonlanthen (89), Zwitsers voetballer[148]

januari ·
februari ·
maart ·
april ·
mei ·
juni ·
juli ·
augustus ·
september ·
oktober ·
november ·
december
1900 ·
1901 ·
1902 ·
1903 ·
1904 ·
1905 ·
1906 ·
1907 ·
1908 ·
1909 ·
1910 ·
1911 ·
1912 ·
1913 ·
1914 ·
1915 ·
1916 ·
1917 ·
1918 ·
1919 ·
1920 ·
1921 ·
1922 ·
1923 ·
1924 ·
1925 ·
1926 ·
1927 ·
1928 ·
1929 ·
1930 ·
1931 ·
1932 ·
1933 ·
1934 ·
1935 ·
1936 ·
1937 ·
1938 ·
1939 ·
1940 ·
1941 ·
1942 ·
1943 ·
1944 ·
1945 ·
1946 ·
1947 ·
1948 ·
1949 ·
1950 ·
1951 ·
1952 ·
1953 ·
1954 ·
1955 ·
1956 ·
1957 ·
1958 ·
1959 ·
1960 ·
1961 ·
1962 ·
1963 ·
1964 ·
1965 ·
1966 ·
1967 ·
1968 ·
1969 ·
1970 ·
1971 ·
1972 ·
1973 ·
1974 ·
1975 ·
1976 ·
1977 ·
1978 ·
1979 ·
1980 ·
1981 ·
1982 ·
1983 ·
1984 ·
1985 ·
1986 ·
1987 ·
1988 ·
1989 ·
1990 ·
1991 ·
1992 ·
1993 ·
1994 ·
1995 ·
1996 ·
1997 ·
1998 ·
1999 ·
2000 ·
2001 ·
2002 ·
2003 ·
2004 ·
2005 ·
2006 ·
2007 ·
2008 ·
2009 ·
2010 ·
2011 ·
2012 ·
2013 ·
2014 ·
2015 ·
2016 ·
2017 ·
2018 ·
2019 ·
2020 ·
2021 ·
2022 ·
2023 ·
2024 ·
2025